# Wszechbiałoruski Sobór Cerkiewny (1942)
Wszechbiałoruski Sobór Cerkiewny (biał. Усебеларускі Царкоўны Сабор) – zjazd duchowieństwa prawosławnego na okupowanej Białorusi podczas II wojny światowej.
W poł. lipca 1942 z inicjatywy niemieckich władz okupacyjnych Generalnego Komisariatu „Białoruś” rozpoczęły się przygotowania do zwołania soboru w celu ogłoszenia autokefalii Białoruskiej Cerkwi Prawosławnej. Organizatorem ze strony białoruskiej był arcybiskup Pantelejmon (Rożnowski), który powołał komisję organizacyjną. Pod koniec sierpnia tego roku zostali wybrani delegaci. Sobór trwał od 30 sierpnia do 2 września w okupowanym Mińsku, w soborze Przemienienia Pańskiego. Wzięło w nich udział 4 arcybiskupów – Pantelejmon (Rożnowski), Benedykt (Bobkowski), Filoteusz (Narko), Jan, 4 biskupów (Atanazy, Stefan, Grzegorz i Paweł), 61 niższych duchownych i 65 świeckich delegatów. Sobór ogłosił autokefalię Białoruskiej Cerkwi Prawosławnej i opracował jej statut wewnętrzny. Wysłano listy do patriarchy konstantynopolitańskiego i zwierzchników wszystkich autokefalicznych cerkwi prawosławnych z prośbą o uznanie niezależności Białoruskiej Cerkwi Prawosławnej i przyjęcie jej jak siostry. Jej przywódcą 2 września został ogłoszony metropolita Pantelejmon (Rożnowski) z tytułem metropolity mińskiego.